# Královský palác v Miláně
Královský palác v Miláně (italsky Palazzo Reale di Milano, německy Königlicher Palast Mailand) je městský palác v Miláně. Sídlili zde mj. habsburští panovníci Lombardie. Rezidence se nachází v jihovýchodní části Dómovém náměstí.

## Dějiny paláce

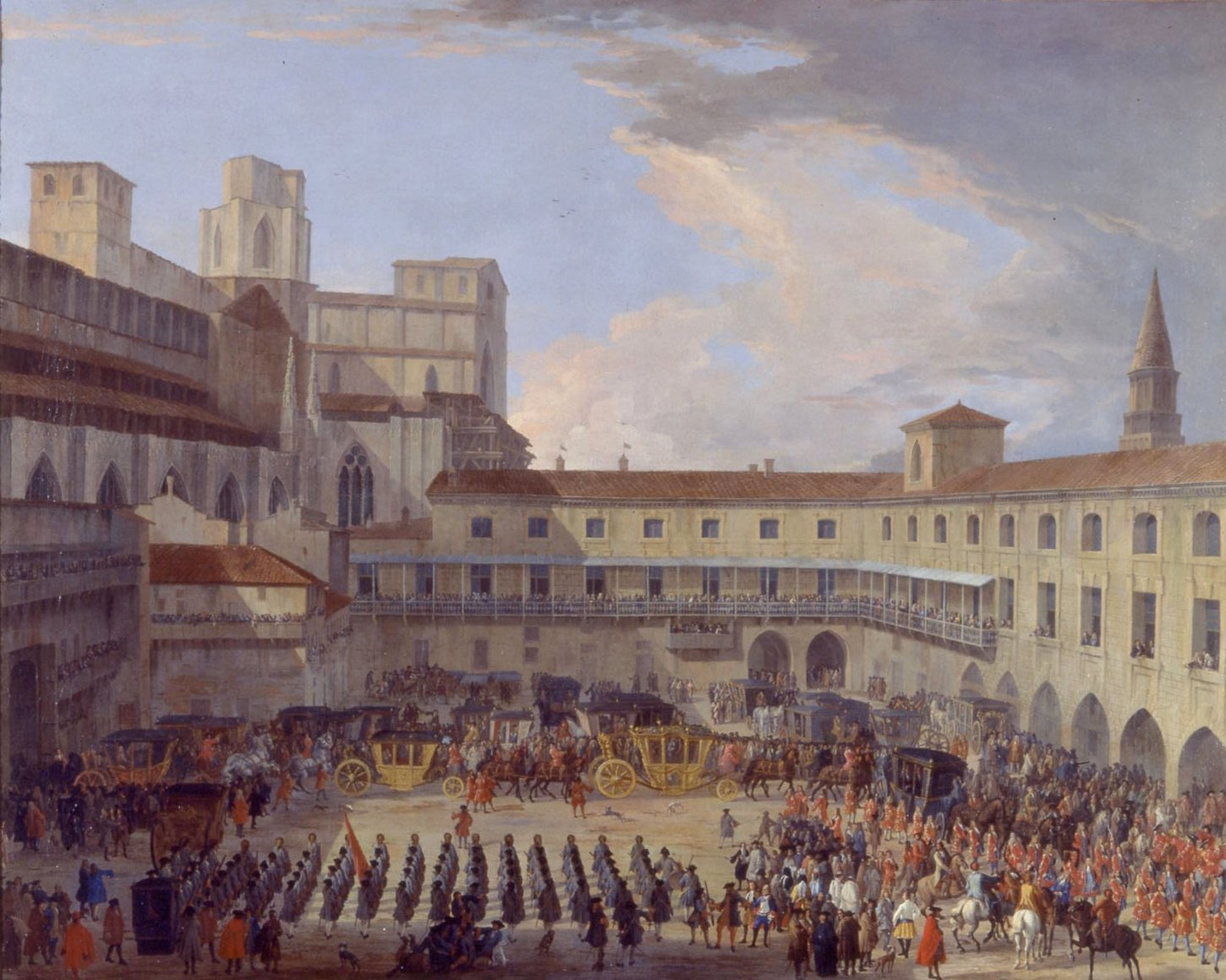
Příjezd benátských vyslanců do Vévodského paláce v Miláně u příležistosti příjezdu španělského krále Karla III. v roce 1711. Malba Luca Carlevarijs (1663-1729)

Současná podoba vnějších i vnitřních částí paláce pochází z doby panování Marie Terezie. Po sjednocení Itálie pod žezlem dynastie Savojských byl palác povýšen na městský zámek, avšak v roce 1919 jej královská rodina předala italskému státu.
Již v době vzniku milánského Dómového náměstí bylo východní křídlo budovy zkráceno. Ve 30. letech 20. století došlo k dalšímu omezení: asi 60 metrů dlouhého křídla padlo za oběť zřízení fašistického Palazzo dell’Arengario.
15. srpna 1943 zámek utrpěl těžké škody po britských leteckých náletech, při nichž se zřítil strop v hale Karyatid. Renovace zámku probíhala zpočátku pomalu a částečně. Teprve po přelomu tisíciletí byl zámek kompletně zrestaurován.